# Конгре, Даниэль
Даниэ́ль Конгре́ (фр. Daniel Congré; 5 апреля 1985, Тулуза, Франция) — французский футболист, защитник клуба «Дижон».

## Карьера

### Клубная

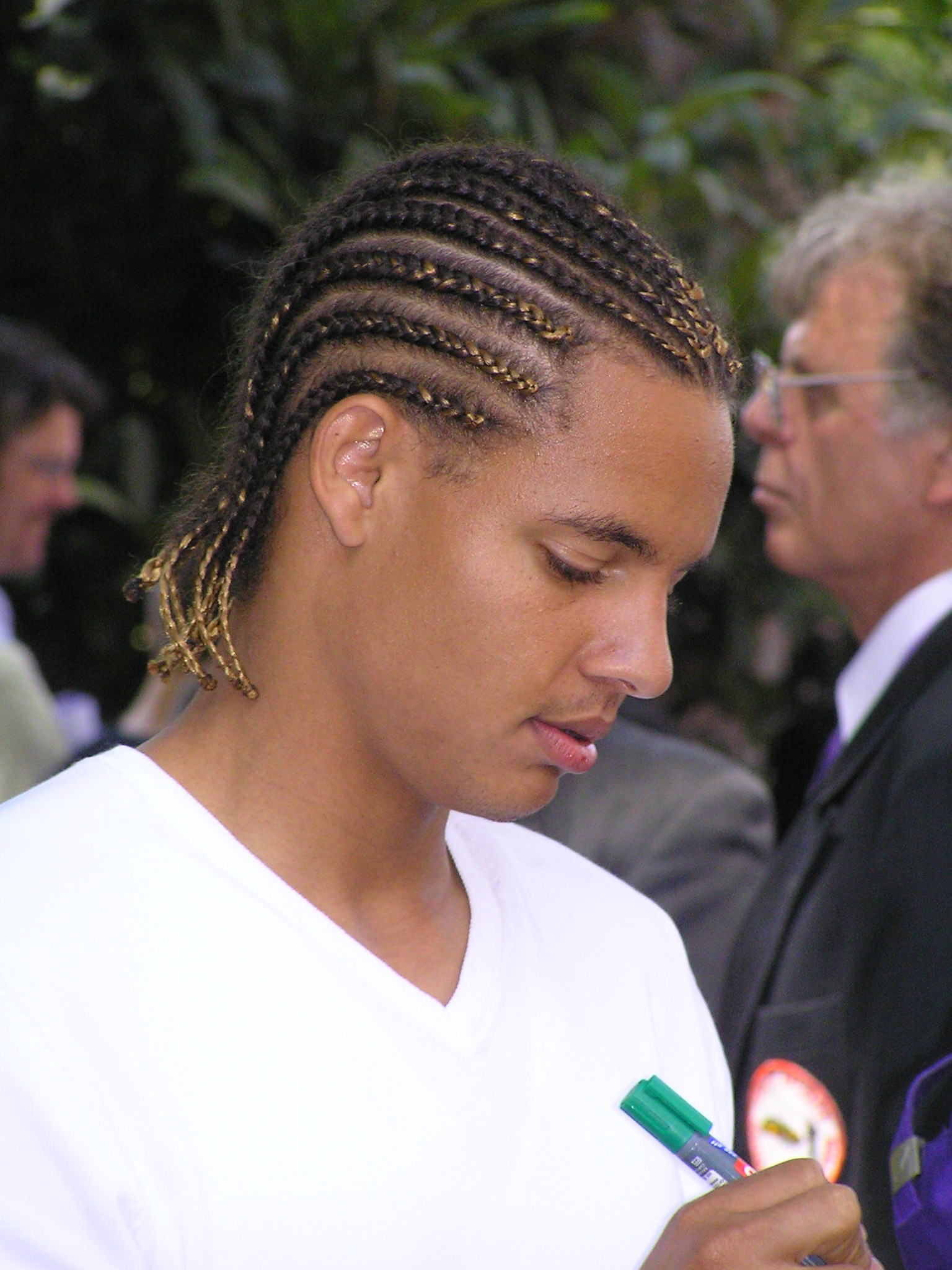
2007 год

Даниэль Конгре — воспитанник футбольного клуба «Тулуза». Впервые на профессиональном уровне сыграл 13 ноября 2004 года в матче 14-го тура чемпионата Франции против «Ренна», заменив в перерыве матча Франсуа Клерка. До окончания сезона защитник принял участие ещё в 22 матчах своей команды.
Первый гол в профессиональной карьере защитник забил 20 ноября 2005 года в ворота «Ренна» в матче 15-го тура чемпионата Франции, замкнув головой навес Лорана Батллеса.
Сезон 2007/08 для Даниэля Конгре сложился не слишком удачно из-за череды травм, полученных футболистом. По этой причине защитник пропустил ряд важных матчей команды, в том числе и оба матча с «Ливерпулем» в рамках 3-го отборочного раунда лиги чемпионов. Тем не менее 20 сентября 2007 года Конгре дебютировал в еврокубках. Это произошло в матче Кубка УЕФА против софийского ЦСКА.
23 октября 2010 года в матче 10-го тура чемпионата Франции против «Сошо» Конгре удалось дважды поразить ворота соперника, в результате чего «Тулуза» одержала выездную победу со счётом 3:1.

### В сборной
Даниэля Конгре с 2004 по 2007 годы выступал за молодёжную сборную Франции. За это время защитник провёл за команду 7 матчей и забил 2 гола.

## Статистика
| Клуб                | Сезон   | Национальный чемпионат | Национальный чемпионат | Национальный чемпионат | Национальные кубки | Национальные кубки | Еврокубки | Еврокубки | Всего | Всего |
| Клуб                | Сезон   | Лига                   | Игры                   | Голы                   | Игры               | Голы               | Игры      | Голы      | Игры  | Голы  |
| ------------------- | ------- | ---------------------- | ---------------------- | ---------------------- | ------------------ | ------------------ | --------- | --------- | ----- | ----- |
| Тулуза              | 2004/05 | Лига 1                 | 23                     | 0                      | 0                  | 0                  | 0         | 0         | 23    | 0     |
| Тулуза              | 2005/06 | Лига 1                 | 16                     | 1                      | 0                  | 0                  | 0         | 0         | 16    | 1     |
| Тулуза              | 2006/07 | Лига 1                 | 17                     | 0                      | 0                  | 0                  | 0         | 0         | 17    | 0     |
| Тулуза              | 2007/08 | Лига 1                 | 9                      | 0                      | 0                  | 0                  | 4         | 0         | 13    | 0     |
| Тулуза              | 2008/09 | Лига 1                 | 29                     | 1                      | 5                  | 1                  | 0         | 0         | 34    | 2     |
| Тулуза              | 2009/10 | Лига 1                 | 33                     | 0                      | 4                  | 0                  | 6         | 0         | 43    | 0     |
| Тулуза              | 2010/11 | Лига 1                 | 37                     | 2                      | 2                  | 0                  | 0         | 0         | 39    | 2     |
| Тулуза              | 2011/12 | Лига 1                 | 37                     | 0                      | 2                  | 0                  | 0         | 0         | 39    | 0     |
| Всего за «Тулузу»   |         |                        | 201                    | 4                      | 13                 | 1                  | 10        | 0         | 224   | 5     |
| Монпелье            | 2012/13 | Лига 1                 | 2                      | 0                      | 1                  | 0                  | 0         | 0         | 3     | 0     |
| Всего за «Монпелье» |         |                        | 2                      | 0                      | 1                  | 0                  | 0         | 0         | 3     | 0     |
| Всего               |         |                        | 203                    | 4                      | 14                 | 1                  | 10        | 0         | 227   | 5     |